# أرتور سانتوس
أرتور سانتوس (بالبرتغالية: Artur Santos) لاعب كرة قدم ومدرِّب كرة قدم برتغالي. ولد في 27 مارس 1931 في قصر أركوس ‏ في البرتغال. شارك مع منتخب البرتغال لكرة القدم. ولعب مع نادي بنفيكا.

## وفاته
توفي سانتوس يوم الجمعة 13 يونيو 2025، عن عمر ناهز 94 عامًا.

## وصلات خارجية
- أرتور سانتوس على موقع قاعدة بيانات كرة القدم.إي يو (الإنجليزية)
- أرتور سانتوس على موقع عالم كرة القدم.نت (الإنجليزية)